# Atlantic City (film)
Atlantic City is een komische, romantische misdaadfilm van Louis Malle.
De film werd eind 1979 opgenomen en in Frankrijk en Duitsland in 1980 uitgebracht. Op het Filmfestival van Venetië in 1980 won het een Gouden Leeuw, samen met de film Gloria van John Cassavetes. In de Verenigde Staten werd de film in april 1981 uitgebracht.
In 2003 werd bepaald dat de film van culturele betekenis is en opgenomen moest worden in het National Film Registry.

## Rolverdeling
| Acteur         | Personage      |
| -------------- | -------------- |
| Burt Lancaster | Lou Pascal     |
| Susan Sarandon | Sally Matthews |
| Kate Reid      | Grace Pinza    |
| Robert Joy     | Dave Matthews  |
| Hollis McLaren | Chrissie       |
| Michel Piccoli | Joseph         |
| Al Waxman      | Alfie          |